# نيري فرنانديز
نيري فرنانديز (بالإسبانية: Nery Fernández)‏ هو مدرب كرة قدم ولاعب كرة قدم باراغواياني في مركز الهجوم، ولد في 21 فبراير 1981 في أسونسيون في باراغواي. لعب مع Club Fernando de la Mora ‏.